# Ielizaveta Bagriantseva
Ielizaveta Bagriantseva   (Ussólie-Sibírskoie, 27 d'agost de 1929 - 24 de gener de 1996), de casada Verkhoixanskaia, fou una atleta russa, especialista en el llançament de disc, que va competir sota bandera soviètica durant les dècades de 1940 i 1950.
El 1952 va prendre part en els Jocs Olímpics d'Estiu de Hèlsinki, on va guanyar la medalla de plata en la prova del llançament de disc del programa d'atletisme.
En el seu palmarès també destaquen dues medalles de plata al Festival Mundial de la Joventut i els Estudiants de 1949 i 1951. No guanyà cap campionat nacional de llançament de disc, però fou segona el 1949 i tercera el 1954.

## Millors marques
- Llançament de disc. 49.20 metres (1953)[1][4]